# 北川エリカ
北川 エリカ（きたがわ エリカ、1986年12月9日 - ）は、モデル、日本の元AV女優。東京都出身。

## 略歴
2009年、園田ユリアとして活動を開始。当時は名東に所属していた。なお、フルネームの園田ユリアでクレジットされたAVが発売されたのは2010年から。2011年、事務所移籍に伴い北川エリカに改名。
2014年2月28日、ディファ有明で「PINK TOKYKO 2014」でトイズハートブースにて出展。
2014年4月5日、本人を象った初のオナホール「神器01北川エリカ」がトイズハートより発売。
2014年4月11日～13日、中国上海で開催された「2014上海国际成人展」でトイズハートブースにて出演。
2014年7月、セガのゲーム「龍が如く」のキャラクター出演をかけたセクシー女優人気投票にエントリー。同年8月24日、ニコニコ生放送の「龍が如く特別番組～セクシー女優・男の出演者発表～」で結果発表。84,276票を集め15位に、「龍が如く0 誓いの場所」への出演権を獲得した。
2014年11月、スカパー!アダルト放送大賞2015熟女女優賞と作品賞にノミネート。
2014年12月12～14日、中国マカオで開催された「澳門2014亞洲成人博覽」でトイズハートブースにて出演。
2014年12月、DMMが発表する2014年年間AV女優ランキング ベスト100にて36位を獲得。
2015年3月3日、スカパー!アダルト放送大賞2015にて週刊大衆賞を受賞。
2015年12月、DMMが発表する2015年年間AV女優ランキング ベスト100にて98位を獲得。
2016年3月1日、オフィシャルブランド「ERICH」がサイトオープン。
2016年12月、DMMが発表する2016年年間AV女優ランキング ベスト100にて19位を獲得。
2017年12月、DMMが発表する2017年年間AV女優ランキング ベスト100にて45位を獲得。
2018年12月、FANZAが発表する2018年年間AV女優ランキング ベスト100にて98位を獲得。
2019年3月31日、自身のTwitterで2019年4月30日をもってAVの撮影を終了することを発表、台湾メディアでも報じられる。
2023年5月22日週FANZA動画フロアランキングにて、出演した『BAZOOKA 冬の大感謝セール コスパ最強ノーカットベスト爆乳限定2749分』（BAZOOKA）が1位を記録。

## 作品

### アダルトビデオ

#### 「園田ユリア」名義
- 新・ソープの殿堂（2月18日、ディープス）
- 団地妻レズビアン 4（2月19日、アンナと花子）
- なめらかな足（3月4日、SODクリエイト）※オムニバス作品
- 巨乳ギャルが訪れる混浴秘湯!湯船から勃起したチ○ポを突き出して見せたら、ギャルは欲情してくれるか!?（3月4日、GARCON）※オムニバス作品
- 中出し玩具、貸します。 03（3月19日、S級素人）
- ぶっかけザーメンパックエステ（4月6日、V&Rプロダクツ）
- KARMAナンパ隊が行く! あの美人店員がいると噂のお店に突撃してナンパ!ハメ撮りGETして来いッ!!（4月13日、カルマ）※オムニバス作品
- 若くて明るい新人OLは、実は誰でもサセ子な中出し美人（4月19日、クロス）
- 素人若妻ナンパ中出し EVOLUTION 4時間 9（4月23日、ケイ・エム・プロデュース）※オムニバス作品
- HYPER DELICIOUS AWABI VOL.7（5月1日、BabyEntertainment）
- キレイで大人のお姉さん限定!過激でHなレズナンパ8（5月1日、V）※オムニバス作品
- 街角お姉さん 綺麗で優しいお姉さんのスベスベお肌に甘えたい!（5月10日、ホットエンターテイメント）※オムニバス作品
- 満員路線バスで出逢いを求める若妻は勃起チ○ポに触れただけで股間に火がついた（5月13日、ヒビノ）
- スプラッターヒロイン 04 プレイウーマン（5月14日、ギガ）
- 即席カップルを作り2人っきりでAV観賞をさせて隠し撮りしてみたら…（5月21日、プレステージ）※オムニバス作品
- 痴女姉 お姉さんが教えてあげる 中に出すと気持ちいいでしょ?（5月25日、ビッグモーカル）
- 格闘ゲームヒロイン メタルキャリバー（5月28日、ギガ）
- 極逝コレクター 真 悪魔の無限快楽拷問椅子（5月29日、BabyEntertainment）※オムニバス作品
- 新・ソープの殿堂 (6月19日、シュガーワークス)
- アナルアクメ耐久Fuck VOL.18（7月7日、プレステージ）
- クラブトイレでギャル輪姦レイプ（7月8日、GARCON）
- 淫乱クラブ（7月19日、乱丸）
- ヒロイン妊娠搾乳出産（7月23日、ギガ）
- 隣の妻は性処理相手（8月5日、タカラ映像）
- 顔面騎乗で発射(イカ)されちゃった僕。（8月25日、アロマ企画）※オムニバス作品
- これぞ興奮の真骨頂!嫁の妹と○○しちゃった俺（9月9日、アキノリ）※オムニバス作品
- 快楽レズエステ 11（9月9日、アキノリ） ※オムニバス作品
- 人妻密会 4（9月10日、LEO）※オムニバス作品
- MOODYZファン感謝祭　バコバコバスツアー2010 おかげさまで!! 10周年!大感謝スペシャル!!（9月13日、MOODYZ）
- 腋舐めレズ 2（9月23日、稀有） ※オムニバス作品
- 日本国民全裸の日(7) 痴女バージョン（10月8日、アキノリ）
- イケナイ家庭教師 ふたりのお姉さま（10月8日、LEO）※オムニバス作品
- エロカワ娘の腰ふり騎乗位 2（10月13日、アロマ企画）※オムニバス作品
- 思春期の性欲処理係 女教師レズペット 森ななこ先生（11月18日、LADY×LADY）
- 痴敵な人妻（12月10日、Nadeshiko）
- 猥褻レズビアン（12月13日、U&K）
- 色気ムンムン フェロモン美女 大胆パンチラコレクション（12月25日、アロマ企画）※オムニバス作品

- 売られる人妻（1月14日、Nadeshiko）
- 2発3発当たり前〜 凄指技の睾丸回春エステシャン（1月25日、アロマ企画）※オムニバス作品
- 究極の妄想発明シリーズ第23弾 時間が止まる腕時計パート6（2月5日、ROCKET）
- 満員路線バス・夫の横で見知らぬ乗客の勃起チ○ポを握りしめる若妻（2月5日、ヒビノ）※オムニバス作品
- 人妻たちの完熟エロス（2月11日、LEO）※オムニバス作品
- AV監督としての特権を利用し、度がすぎるエロ行為を人気AV女優達にムチャブリする変態面接（3月13日、U&K）
- 実況パワフル催眠アナウンサー（3月29日、トラウマアート）
- 二人のエステティシャンによる魅惑の同調マッサージ シンクロエステの世界へようこそ（4月7日、アキノリ） ※オムニバス作品
- Datura ＃01（4月13日、アロマ企画）
- アブノーマル・エクスタシー3　第三章　～首絞め・窒息家庭教師の生態～（4月25日、トラウマアート）
- 綺麗な奥さんを虐めて精飲させる2（5月1日、中嶋興業）
- バレないように上司の不倫相手とやっちゃった俺（5月21日、アキノリ）  ※オムニバス作品
- 中出し2穴輪姦（5月25日、ダスッ!）
- 満員路線バスで若妻のむっちりレギンス尻にフル勃起チ○ポを密着させたら腰を動かしてきた（6月4日、ヒビノ） ※オムニバス作品
- いけない人妻たち 夫以外の男たちに痴態をさらす6人の人妻たち（6月24日、Nadeshiko） ※オムニバス作品
- ザ・筆おろし 56（7月8日、クリスタル映像） ※オムニバス作品
- 人妻の情事 6 夫以外の男と情事を繰り返す7人の人妻たち!（7月22日、Nadeshiko） ※オムニバス作品
- 世界一の射精! ファンタジーマン（7月22日、Fantasista） ※オムニバス作品
- 突然パンチラで挑発されてこっそりシゴいちゃった僕。 その5（7月25日、アロマ企画） ※オムニバス作品
- 健全店でナマ殺されて、アンアン言ってアピールしてたら…（8月5日、ワープエンタテインメント）
- ディープレズビアン 〜秘め百合姉妹〜 2（8月12日、クリスタル映像）
- 竿をシゴかずに射精させる超回春マッサージ（9月1日、MOODYZ）
- 奴隷色のステージ17（9月7日、アタッカーズ）
- 恋するサプリ-年下のカレ-（9月8日、SILK LABO） ※オムニバス作品
- 欲求不満な若妻の大胆パンティ見せつけ挑発 若妻4名（9月13日、溜池ゴロー）  ※オムニバス作品
- 四つん這いで竿を後ろに倒されアナルから雁先まで舐めしゃぶり その3（9月25日、アロマ企画）  ※オムニバス作品
- ネバネバ唾液のドロドロレズ接吻コレクション2（9月25日、アロマ企画） ※オムニバス作品
- ディープレズビアン 女だけの戯れ愛（10月21日、クリスタル映像）

#### 「北川エリカ」名義
| 2011年                                            | 2011年   | 2011年   | 2011年 |
| タイトル                                          | 発売日   | メーカー | 備考   |
| ------------------------------------------------- | -------- | -------- | ------ |
| 宅配痴女 北川エリカ                               | 11月19日 | ドグマ   |        |
| 美3周年記念作品 PERFECT STYLE痴女集団4時間SPECIAL | 12月25日 | 美       |        |

| 2012年                                                                                   | 2012年  | 2012年                                   | 2012年         | 2012年 |
| タイトル                                                                                 | 発売日  | メーカー                                 | 備考           |        |
| ---------------------------------------------------------------------------------------- | ------- | ---------------------------------------- | -------------- | ------ |
| 巨乳お姉さんが通う【隠れ家サロン】で過激でHな高級レズエステ                              | 1月1日  | V                                        |                |        |
| 禁断の淫乱女子寮                                                                         | 1月20日 | アウダースジャパン                       |                |        |
| DOKIレズ 60                                                                              | 1月20日 | アウダースジャパン                       |                |        |
| 女神降臨 〜感動 SEX 神秘の扉〜 Part                                                      | 1月25日 | マザーズエンターテインメントピクチャーズ |                |        |
| 女のカラダは男を喰らう長い手脚で選ぶ。                                                   | 2月13日 | E-BODY                                   |                |        |
| 寝取りイカセ金融 3D                                                                      | 2月20日 | NEXT GROUP                               |                |        |
| 義姉のそそる匂いに堪えきれない僕の股間                                                   | 2月23日 | ヒビノ                                   |                |        |
| AV女優を全裸で素人宅にお届け!                                                            | 2月24日 | ケイ・エム・プロデュース                 |                |        |
| 青姦露出-見せつけ痴女旅行                                                                | 2月25日 | 美                                       |                |        |
| 夫の隣で他の男とSEXしながらイキまくる美人妻!快感を覚えてしまったカラダは貞操を守れない!? | 3月9日  | スクープ                                 |                |        |
| 巨乳＆美人ピンクコンパニオン宴会ツアー                                                   | 4月5日  | グローリークエスト                       |                |        |
| 屋外レズ 愛と凌辱のレズエステ合戦                                                        | 4月6日  | 映天                                     |                |        |
| 舐められ倶楽部 スーパーDXルーム 2012                                                     | 4月13日 | アロマ企画                               |                |        |
| カリでか極太チ○コを抜けなくなるほど絞めつける極小マ○コ                                   | 4月20日 | ピーターズ                               |                |        |
| うたた寝している温泉宿の美人若女将に欲情してしまった俺                                   | 5月10日 | アキノリ                                 | オムニバス作品 |        |
| 奇跡の確率で起きた近親相姦ハプニング 偶然息子のチ○ポが挿さって感じちゃったママ 2         | 5月10日 | ROCKET                                   | オムニバス作品 |        |
| kira☆kira 出張ギャルソープ 完璧BODYの泡姫GAL                                             | 5月19日 | kira☆kira                                |                |        |
| 義理の姉さんに犯された えりな                                                            | 6月1日  | 胸キュン喫茶                             |                |        |
| 淫猥キャットファイト2 女王の座とプライドを懸けた高級キャバクラ嬢の決闘!                  | 9月20日 | ディープス                               |                |        |

| 2013年 | 2013年   | 2013年                         | 2013年 | 2013年 |
| タイトル | 発売日   | メーカー                       | 備考   |        |
| --- | -------- | ------------------------------ | ------ | ------ |
| 俺専用、人妻女教師。 | 1月17日  | グローリークエスト             |        |        |
| 女の惨すぎる瞬間 麻薬捜査官拷問 女捜査官FILE20 音羽栞那の場合 | 1月19日  | BabyEntertainment              |        |        |
| ママ友の輪 | 1月20日  | NEXT GROUP                     |        |        |
| 南青山高級アロマ性感オイルマッサージ 5 | 2月13日  | プレステージ                   |        |        |
| 金持ちマダムにレズ快楽を仕込まれた美人OL 多額の借金を抱えた父親にハメられ生中出しされ勝手に売られた哀しきレズペット真性レズビアン調教                                                              | 2月13日  | セレブの友                     |        |        |
| 童貞大好き！北川エリカ、稲川なつめ、矢沢りょうがバスガイドに成り済まして、東京に来る田舎の純朴男子○校生だらけの修学旅行に潜入！童貞男子を片っ端から美味しくいただいちゃいました！                  | 4月11日  | アパッチ（デマンド）           |        |        |
| 有名女優が通う高級レズソープ 6 | 4月12日  | クリスタル映像                 |        |        |
| 熟女野外レズ義姉妹 江波りゅう 北川エリカ | 4月19日  | VENUS                          |        |        |
| 近親相姦 エロ尻母 北川エリカ | 5月1日   | 女神（ヴィーナス）             |        |        |
| 高級ソープ 巨乳編 8時間 | 6月7日   | クリスタル映像                 |        |        |
| M拘束アクメ爆裂 4 | 6月15日  | アヴァ                         |        |        |
| 欲求不満な若妻の大胆パンティ見せつけ挑発 若妻4名 | 6月23日  | 溜池ゴロー                     |        |        |
| オスガズム 北川エリカ | 7月1日   | MOTHERS ENTERTAINMENT PICTURES |        |        |
| HYPER DELICIOUS AWABI VOL.7 | 7月23日  | BabyEntertainment              |        |        |
| 美3周年記念作品 PERFECT STYLE痴女集団4時間SPECIAL | 7月23日  | BabyEntertainment              |        |        |
| 超絶品完璧BODY全裸カンパニー-男根一本に群がる取締役痴女- 菅野さゆき 知花メイサ 北川エリカ 星咲優菜                                                                                                 | 7月25日  | 美                             |        |        |
| マ○コがマ○コに恋する240分 | 8月8日   | 美                             |        |        |
| 黒人デカチ○ポ Gスポット直撃セックスBEST 240分 | 8月15日  | ピーターズMAX                  |        |        |
| ボクの学校の図書室では教科書にはのってない『性教育』を教えてくれるエッチなお姉さんが貸し出し中！                                                                                                   | 8月22日  | ATOM                           |        |        |
| 危険日直撃！！子作りできるソープランド 長谷川しずく 北川エリカ さくら悠 | 9月19日  | michiru                        |        |        |
| 最高級本物中出しキャバ嬢 北川エリカ | 9月25日  | 本中                           |        |        |
| Best of 北川エリカ | 10月4日  | アウダースジャパン             |        |        |
| ガス点検作業員に扮したAV女優とAV男優が素人夫婦の自宅に上がり込み、旦那と奥さんをそれぞれ別々の場所で誘惑！声が聞こえちゃう…バレたら家庭崩壊…でも目の前の誘惑に打ち勝てない！後先考えずの生中出し！ | 10月10日 | ディープス                     |        |        |
| 巨乳お姉さんが通う【隠れ家サロン】で過激でHな高級レズエステ | 10月23日 | ヴィ                           |        |        |
| 緊縛令嬢姉妹 みなせ優夏 北川エリカ | 11月8日  | ケイ・エム・プロデュース       |        |        |
| 巨乳レズ団地妻 原千草 北川エリカ | 11月19日 | レズれ！                       |        |        |
| 巨乳お姉さんが通う【隠れ家サロン】で過激でHな高級レズエステ | 10月23日 | ヴィ                           |        |        |
| 性と尻 | 11月21日 | アキノリ                       |        |        |
| もしもいつでも何処でも誰とでもSEXが出来る夢の会社があったら… | 12月13日 | ケイ・エム・プロデュース       |        |        |
| 若いママとの不倫密会 3時間 | 12月15日 | NEXT GROUP                     |        |        |
| 完全女性主導！あなたの願いを叶えてくれる 乳首責めM男専門風俗 | 12月19日 | SODクリエイト                  |        |        |
| 淫猥美人OLレズオフィス | 12月19日 | GARCON                         |        |        |
| 紅蓮のアマゾネス EPISODE-05 feat.女体拷問研究所II ファイナル イキ震える屈辱の男たち～幻想的快楽恐怖の宴～                                                                                          | 12月19日 | MOTHERS ENTERTAINMENT PICTURES |        |        |

| 2014年 | 2014年   | 2014年                             | 2014年           | 2014年 |
| タイトル | 発売日   | メーカー                           | 備考             |        |
| --- | -------- | ---------------------------------- | ---------------- | ------ |
| 緊縛令嬢 BEST ～麻縄に悦楽する豪華女優たち～ | 1月10日  | ケイ・エム・プロデュース           |                  |        |
| 主観×淫語×淫乱女王様SP | 1月24日  | アウダースジャパン                 |                  |        |
| 美乳彼女とのドキドキエッチSP | 1月24日  | アウダースジャパン                 |                  |        |
| 紅蓮のアマゾネス anothers FANTASTIC CRIMZON | 2月1日   | MOTHERS ENTERTAINMENT PICTURES     |                  |        |
| 艶濡快楽調教 北川えりか | 2月1日   | 中嶋興業                           |                  |        |
| マザーズ広報部長 北川エリカが最高のシーンを厳選した 撮り下ろし作品男魂快楽地獄責め 戦慄のマルチプル・オーガズム研究所 60分付き 完全保存版 プレミアム・ベスト                                                                        | 2月19日  | MOTHERS ENTERTAINMENT PICTURES     |                  |        |
| 本格家庭内相姦物語 お母さんが初めての女になってあげる 北川エリカ デジタルモザイク匠 | 2月19日  | ABC/妄想族                         |                  |        |
| 女のカラダは男を喰らう長い手脚で選ぶ。 北川エリカ | 2月23日  | E-BODY                             |                  |        |
| 日焼けあとがくっきりと残る美女たちの乱交パーティー 紺野マリエ 浜崎真緒 北川エリカ | 2月28日  | ケイ・エム・プロデュース           |                  |        |
| 近々結婚を控えている姉に日課のオナニーを偶然、見られてしまい動揺している僕に「お嫁さんに行く前しかできないから良かったら手伝ってあげるね♪」と優しい眼差しをされながらの変態テクでトコトン弄ばれて僕はビンビンに勃起してしまった件。 | 3月7日   | NON                                |                  |        |
| 本当に売れているレズDVD | 3月8日   | インテルフィン                     |                  |        |
| 私の前で愛しあいなさい | 3月19日  | レズれ！                           |                  |        |
| kira★kira STREET GAL＆おやじっち 本当に実在する！美巨乳ギャルが必ずヌイてくれるやたらと過剰な密着メンズエステ 紅音レイラ 北川エリカ                                                                                                 | 3月19日  | kira☆kira                          |                  |        |
| 舞ワイフ 〜セレブ倶楽部〜60 | 3月20日  | AROUND                             | 「保坂芽衣」名義 |        |
| 祝！！童貞卒業 筆おろし実践講習 | 3月21日  | クリスタル映像                     |                  |        |
| 中出し人妻不倫旅行34 北川エリカ | 3月25日  | ビッグモーカル                     |                  |        |
| アジアンビューティー Act:06 北川エリカ | 3月28日  | ワンダフル（ONE DA FULL）          |                  |        |
| 熟れ尻妻たちの宅配男狩り | 4月4日   | クリスタル映像                     |                  |        |
| お母さんがSEX教えてア・ゲ・ル 4時間 | 4月19日  | ABC/妄想族                         |                  |        |
| 超高級人妻デリバリー | 5月9日   | クリスタル映像                     |                  |        |
| ナマ姦不倫 01 | 5月9日   | 光夜蝶                             |                  |        |
| いつも気になる魅惑の谷間 夢にまで見た母のパイズリ | 6月1日   | ABC/妄想族                         |                  |        |
| 揉みたい若妻 | 6月6日   | 光夜蝶                             |                  |        |
| 知る人ぞ知る!負け知らずの巨乳過ぎる法律相談所 | 6月27日  | ケイ・エム・プロデュース/おかず。  |                  |        |
| 魔少年たちの巨乳奥様狩り 3 | 7月11日  | クリスタル映像                     |                  |        |
| 子作りおねだり淫語 | 8月1日   | Fetish Box/妄想族                  |                  |        |
| ナマ姦不倫 07 | 8月8日   | 光夜蝶                             |                  |        |
| 淫語中出しソープ43 | 8月25日  | AVS collector's                    |                  |        |
| 叔母の誘惑 ～僕を夢中にさせる淫らな肢体～ | 8月25日  | マドンナ                           |                  |        |
| 現役クビレ爆乳AV女優 北川エリカをホテヘル「下乳クラブめがね萌え」で発見! | 9月19日  | チェリーズ                         |                  |        |
| 義母の汗ばむ胸元に魅せられて | 10月1日  | ABC/妄想族                         |                  |        |
| S級熟女コンプリートファイル 北川エリカ4時間 | 10月1日  | VENUS                              | 単体ベスト       |        |
| 熟女はキスをガマンできない | 10月3日  | ドリームチケット                   |                  |        |
| おねがい見ないで…、夫に見せた事がないほど本気のセックスを知ってしまった妻たち… | 10月3日  | 光夜蝶                             |                  |        |
| ヤラしい義父の嫁いぢり お義父さん、もう許して下さい… | 10月7日  | マドンナ                           |                  |        |
| 本格官能人妻エロ絵巻 うっかりブラを忘れてしまいました | 10月9日  | タカラ映像                         |                  |        |
| 私で試乗しませんか?巨乳カーディーラーの淫らな営業 | 10月10日 | ケイ・エム・プロデュース/BAZOOKA   |                  |        |
| 巨乳人妻10発中出し不倫旅行 | 10月19日 | M's Video Group                    |                  |        |
| 淫語痴女 | 10月19日 | ドグマ                             |                  |        |
| ゴージャスボディーがしゃぶりつく | 10月19日 | Fetish Box/妄想族                  |                  |        |
| お義父さんあそこが疼いて仕方がないんです…。 | 11月13日 | タカラ映像                         |                  |        |
| こちら全裸家政婦派遣所 美乳課 北川エリカです。 | 11月14日 | ケイ・エム・プロデュース/Nadeshiko |                  |        |
| 艶熟レズフェロモン | 11月19日 | レズれ!                            |                  |        |
| 中出し孕ませ帰郷 | 11月20日 | グローリークエスト                 |                  |        |
| 北川エリカ、まるっと4時間やられっぱなし | 12月5日  | NON                                | 単体ベスト       |        |
| 超脚パンストクイーン 14 | 12月15日 | ジャネス                           |                  |        |
| 着衣エロイズム ハミ出し巨乳レオタード | 12月19日 | 妄想族/Fetish Box                  |                  |        |
| エロコスボディコンシャス Vol.2 | 12月25日 | AVS collector's                    |                  |        |
| 美人女将がカラダで接客!至れり尽くせりのスペシャル温泉旅館!! | 12月26日 | ケイ・エム・プロデュース/おかず。  |                  |        |

| 2015年 | 2015年   | 2015年                           | 2015年                          | 2015年 |
| タイトル | 発売日   | メーカー                         | 備考                            |        |
| --- | -------- | -------------------------------- | ------------------------------- | ------ |
| セレビッチ! ～誘惑の完全着衣～ | 1月13日  | AVS Collector's                  |                                 |        |
| 三者面談で母親が胸元の開いた服で先生を誘惑。息子の推薦枠を勝ち取るため、先生のチ○ポを凄いバキュームフェラ!ヌレヌレマ○コに騎乗位挿入し肉体接待にイキ狂うお受験ママの淫行!!     | 1月23日  | ケイ・エム・プロデュース/SCOOP   |                                 |        |
| 隣の主婦の生意気な肉体 | 1月25日  | ながえSTYLE                      |                                 |        |
| アナル＆マ○コ激責めハードレズビアン 悪魔のペニスバンドVer. | 1月25日  | ダスッ!                          |                                 |        |
| マゾ乳 生中出し | 1月25日  | ゲインコーポレーション           |                                 |        |
| 個撮モデルにハメ撮りのお願いをしてみたら… | 2月5日   | グローリークエスト/ULTIMA        |                                 |        |
| とってもエッチで過激な痴女ナースたち ～おさまらない勃起症状は私たちにお任せ～                                                                                                 | 2月13日  | ケイ・エム・プロデュース/BAZOOKA |                                 |        |
| メガネ×巨乳 おねだり美痴女なお姉さん | 2月19日  | Fetish Box/妄想族                |                                 |        |
| 拉致られてレズれ! | 2月19日  | レズれ!                          |                                 |        |
| The北川エリカ 美熟女スペシャル 総集編 | 2月19日  | ABC/妄想族                       | 単体ベスト                      |        |
| 中途採用OLは、超有名AV女優北川エリカ | 2月20日  | クリスタル映像                   |                                 |        |
| 超高級中出し専門ソープ | 3月13日  | MOODYZ                           |                                 |        |
| 凄腕テクでイカされる濃厚射精と男の潮吹き | 3月15日  | ジャネス                         |                                 |        |
| 神乳BODY痴女ヴィーナス VOL.4 | 3月25日  | ジャネス                         |                                 |        |
| 金欠の美人兄嫁と結託してオークションで売るための染み付きパンティーを作ることにしたが お金のためだと割り切っていたはずなのに…2人ともムラムラし始め中出しセックスしてしまった。 | 4月1日   | ヴィーナス                       |                                 |        |
| 愛する夫を守る為 剃毛で辱められたパイパン妻 | 4月7日   | マドンナ                         |                                 |        |
| 中出し大好き!巨乳人妻淫乱交 | 4月7日   | ゴールデンタイム                 |                                 |        |
| SEX GAME 2人の巨乳美人姉妹はホテルの一室で目を覚ました。監禁状態の姉妹に男はこう言った…。「さあ、セックスゲームを始めよう」                                                   | 4月7日   | ゴールデンタイム                 |                                 |        |
| くびれ爆乳一家と夢の下宿生活 | 4月13日  | MOODYZ                           |                                 |        |
| 淫乱団地妻 媚薬でトロけた巨乳若妻 | 4月19日  | 乱丸                             |                                 |        |
| 乱交でレズれ! | 4月19日  | レズれ!                          |                                 |        |
| 騎乗位でチ○ポを弄る女精神科医 | 4月25日  | 煩悩組/妄想族                    |                                 |        |
| 汁だく口内性交 猥褻なフェラチオでいかせてあげる 8 | 4月30日  | ジャネス                         |                                 |        |
| 近所のお姉さんたちにモテ遊ばれた僕のチ○ポ1本と6つのマ○コ 今日もチ○ポを咥えられて精子搾取されてます。                                                                          | 5月21日  | SWITCH                           |                                 |        |
| ω30!歴史的Gカップ×淫靡的Gスポット!国宝巨乳の官能パレード! 北川エリカ（28） | 6月10日  | プレステージ/zetton              |                                 |        |
| 淫乱スピリッツ 男を挑発するハイパー痴女 | 6月15日  | ジャネス                         |                                 |        |
| 悩殺SEXYランジェリー スケベな下着のお姉様 | 6月19日  | Fetish Box/妄想族                |                                 |        |
| 1日中愛し逢う 終わらないレズSEX | 6月19日  | レズれ!                          |                                 |        |
| 社会人なのに童貞の僕が墓参りで数年ぶりに再会した従姉のフェロモンムンムン爆乳お姉さんに、暴風雨で電車が運休してしまい宿泊する事になったホテルの部屋で筆下ししてもらった        | 6月25日  | タカラ映像/第一放送              |                                 |        |
| 爆乳緊縛ハードレズビアン～女教師の爆乳を狙う卑猥な生徒の母親～ | 7月1日   | Fitch                            |                                 |        |
| 最低10回抜きたくなる美しいW魔女 | 7月7日   | ゴールデンタイム                 |                                 |        |
| 真正ナマ中出し不倫旅行 欲求不満妻と一昼夜ぶっ通し挿れっぱなし性交 北川エリカ30歳                                                                                              | 7月13日  | E-BODY                           |                                 |        |
| 北川エリカの汗だく、種付け、本気SEX | 7月13日  | HERO                             |                                 |        |
| マブダチとレズれ! in台湾SP | 7月19日  | レズれ!                          |                                 |        |
| 地獄再び!!戦慄の同人作家・四畳半書房原作 いけにえの母 救いようのない超どん底輪姦コミックを実写化!!                                                                            | 7月25日  | マドンナ                         |                                 |        |
| 北川エリカの世界 | 7月25日  | AVS collector's                  | 単体ベスト                      |        |
| 巨乳温泉女将が至れり尽くせりの性交サービスでおもてなし!! | 8月14日  | ケイ・エム・プロデュース/BAZOOKA |                                 |        |
| 叔母の誘惑～僕を夢中にさせる淫らな肢体～ | 8月25日  | マドンナ                         |                                 |        |
| 職場の先輩が全員ガテン系すぎたから子作り | 9月1日   | ZUKKON/BAKKON                    |                                 |        |
| 新妻とその大家族がエロすぎたからおもくそ子作り | 9月1日   | ZUKKON/BAKKON                    | 「AV OPEN 2015」 エントリー作品 |        |
| 上手すぎる騎乗位 欲求不満の働く女たちは激しいグラインドや杭打ちピストンで男を犯す!!                                                                                           | 9月4日   | OFFICE K'S                       |                                 |        |
| バレたらヤバイ状況で密着しながら挑発してくる女たち 2 | 9月4日   | OFFICE K'S                       |                                 |        |
| 「あなたの子なんて絶対孕みたくない！」美人姉妹が夫に中出しされた精子をごっくん                                                                                                | 9月7日   | マドンナ                         |                                 |        |
| 巨乳が暴れまわるディルドオナニー | 9月18日  | OFFICE K'S                       |                                 |        |
| 素人娘の公開放尿 2 | 9月18日  | 虎堂                             |                                 |        |
| 素人娘のフェラ抜きおしゃぶりアルバイト! いきなり口内発射しちゃいました! | 9月18日  | 虎堂                             |                                 |        |
| 現役女子大生 巨乳中出し家庭教師 | 9月19日  | OPPAI                            |                                 |        |
| 義母の汗ばむ胸元に魅せられて | 10月1日  | ABC/妄想族                       |                                 |        |
| 熟女はキスをガマンできない | 10月3日  | ドリームチケット                 |                                 |        |
| 鬼パイズリ地獄 | 10月9日  | ケイ・エム・プロデュース/REAL    |                                 |        |
| どエロすぎる巨乳水泳インストラクター | 10月9日  | ケイ・エム・プロデュース/BAZOOKA |                                 |        |
| 不倫接吻 24時間の情事 若妻は夫の目を盗んで朝から晩まで背徳セックスに酔いしれる                                                                                                | 10月22日 | ヒビノ                           |                                 |        |
| トリプルレズビアン 20 | 10月23日 | クリスタル映像                   |                                 |        |
| 痴女QUEEN 北川エリカ BEST 4時間 | 10月30日 | ジャネス                         | 単体ベスト                      |        |
| イタズラで媚薬入浴剤をお風呂に入れたら姉が淫乱化して散々SEXの相手をさせられた                                                                                                 | 12月11日 | EROTICA                          |                                 |        |

| 2016年 | 2016年   | 2016年                               | 2016年                                  | 2016年 |
| タイトル | 発売日   | メーカー                             | 備考                                    |        |
| --- | -------- | ------------------------------------ | --------------------------------------- | ------ |
| 丸ごと!北川エリカ8時間 〜美巨乳熟女が羞恥に溺れる全19本番ベスト!〜 | 1月7日   | マドンナ                             | 単体ベスト                              |        |
| ストーリー因縁レズバトル | 1月8日   | ROCKET                               |                                         |        |
| 「お願いです、オヤジとは別れてください！」父の愛人の部屋に押しかけ別れをせまるも女のエロい誘惑に負けてSEXしてしまった。                                                                         | 1月8日   | EROTICA                              |                                         |        |
| 人気女優が素人宅へ出張ソープ!! | 1月8日   | ケイ・エム・プロデュース/BAZOOKA     |                                         |        |
| 排卵危険日 人妻孕ませ集団中出し輪姦 | 1月13日  | MOODYZ                               |                                         |        |
| 「夫に内緒で年に一度ハメ外し…」巨乳人妻の不倫グループ中出し旅行 | 1月25日  | 本中                                 |                                         |        |
| 【迷ったらコレ!】再生して3分で即ヌケます。宇宙一美しいおっぱいを見ながら淫語連発セックス!! 北川エリカ 4時間                                                                                     | 1月25日  | ビッグモーカル                       | 単体ベスト                              |        |
| マゾ乳 生中出し | 1月25日  | ゲインコーポレーション               |                                         |        |
| 女医in… (脅迫スイートルーム) | 2月5日   | ドリームチケット                     |                                         |        |
| 女性用風俗に通いつめるセレブ妻たち! 媚薬エステで快楽に溺れる高級秘密店を完全盗撮 | 2月6日   | Mr.michiru                           |                                         |        |
| ノーモザイク・レズれ! | 2月19日  | レズれ!                              |                                         |        |
| 中出しオマ○コを超アップで魅せつける世界 くっぱぁ～ドロドロドロ～ | 2月25日  | 本中                                 |                                         |        |
| 凄腕テクでイカされる濃厚射精と男の潮吹き | 3月15日  | ジャネス                             |                                         |        |
| ママ友のヤリサー!!子供が同じ幼○園に通うママたち大人のサークル 子供が幼○園に通ってる間に子供の友達のパパに中出しをせがむママたち…                                                                | 3月17日  |                                      |                                         |        |
| もしも巨チンの僕が巨乳レディばかりいる大型サウナ店で働いたら… | 4月8日   | ケイ・エム・プロデュース/BAZOOKA     |                                         |        |
| 牝獣淫画～ベロ接吻ど猥褻レズ狂い!!～ | 4月13日  | U&K                                  |                                         |        |
| 巨乳人妻奴隷中出しソープランド | 4月19日  | M's Video Group                      |                                         |        |
| 突撃!いたずらレズ乱交inメイクルーム | 4月19日  | レズれ!                              |                                         |        |
| 挟射専門パイズリ風俗店 | 4月25日  | 痴女ヘブン                           |                                         |        |
| 騎乗位でチ○ポを弄る女精神科医 | 4月25日  | 煩悩組/妄想族                        |                                         |        |
| 脳にいいSEX | 4月29日  | BECKAKU                              |                                         |        |
| 汁だく口内性交 猥褻なフェラチオでいかせてあげる 8 | 4月30日  | ジャネス                             |                                         |        |
| 脅迫されても心が折れないいつも強気な高飛車女は、弱味につけこむ男のチ●ポでさえ睨みつけながら咥える                                                                                               | 5月6日   | ドリームチケット                     |                                         |        |
| 嫁のエリカと僕のラブラブ子作り生活 | 5月7日   | VENUS                                |                                         |        |
| 快楽を求めて貪り合う、コスプレ巨乳美女の濃厚SEX | 5月27日  | ZIZ                                  |                                         |        |
| レズクンニサロン | 6月3日   | 虎堂                                 |                                         |        |
| SEXを妄想しながら淫語オナニー 4 | 6月3日   | 虎堂                                 |                                         |        |
| 人妻中出したっぷり7連発!! 3 | 6月3日   | LEO                                  |                                         |        |
| 僕のねとられ話しを聞いてほしい 僕の実家で親父の介護中にねとられた妻 | 6月7日   | JET映像                              |                                         |        |
| 突然のゲリラ豪雨でノーブラ女子社員は乳首まで露に…。SEXOKサインと勘違いした男社員たちが強制的に孕ませ連続膣内射精!                                                                               | 6月10日  | V&R PRODUCE                          |                                         |        |
| 口淫精液採取クリニック | 6月13日  | アロマ企画                           |                                         |        |
| 淫乱スピリッツ 男を挑発するハイパー痴女 | 6月15日  | ジャネス                             |                                         |        |
| mow的 ちんぐり騎乗位 2 | 6月17日  | OFFICE K'S                           |                                         |        |
| 北川エリカ M男相手淫語・パイズリ・中出し痴女ベスト | 6月25日  | 痴女ヘブン                           | 単体ベスト                              |        |
| 逆3P強制中出し【羽交い締めで犯されたい！！】 | 6月25日  | 痴女ヘブン                           |                                         |        |
| 嫁の母親に中出ししてしまった | 7月1日   | VENUS                                |                                         |        |
| アメリカンビッチガールⅣ | 7月8日   | クリスタル映像                       |                                         |        |
| 楽しいファン感アイドルバスツアーのはずが酷すぎる運営の対応にブチギレ!ヲタクたちにアイドルが好き勝手に犯されまくる性欲処理孕ませ乱交レイプ                                                       | 7月21日  | SODクリエイト                        |                                         |        |
| 奪い愛～私を激愛する兄弟…。 | 7月22日  | 人妻花園劇場                         |                                         |        |
| 母親の爆乳に異常なまでに興味津々な童貞息子を不憫に思った母は、一度だけのつもりでカラダを許してしまったために.セックスを覚えたてのサルのようにハマってしまった絶倫息子の飽くなき性欲を拒めない 2 | 7月22日  | GIGORO                               |                                         |        |
| 緊縛近親相姦 義父に飼育される嫁 覗き魔嫉妬縄遊戯 | 7月25日  | グローバルメディアエンタテインメント |                                         |        |
| 巨乳な母とグズだがデカチンな息子との近親相姦 | 7月27日  | グラフィティジャパン                 |                                         |        |
| 北川エリカの凄テクを我慢できれば生☆中出しSEX! | 8月1日   | ワンズファクトリー                   |                                         |        |
| 熟シャッ!! 熟女を溺愛するカタチ | 8月5日   | ワープエンタテインメント             |                                         |        |
| 彼女のお姉さんは巨乳と中出しOKで僕を誘惑 | 8月19日  | OPPAI                                |                                         |        |
| Steel Hold vol.5 | 8月19日  | TEPPAN                               |                                         |        |
| 魔界騎士イングリッド ANOTHER STORY ～失墜の騎士、屈辱の奴隷契約～ | 8月26日  | ZIZ                                  |                                         |        |
| ガチ淫!痴女MAX | 8月30日  | ジャネス                             |                                         |        |
| 上品VSやんちゃ ふたつの家族がエロすぎたからおもくそ子作り | 9月1日   | ZUKKON/BAKKON                        | 「AV OPEN 2016」企画部門 エントリー作品 |        |
| 町内で問題になっている褒め褒め淫語人妻グループ | 9月1日   | MOODYZ                               |                                         |        |
| 腰振りBITCH DANCE & FUCK | 9月1日   | MALLION                              |                                         |        |
| 挑発ティルドオナニー Ⅵ | 9月25日  | アロマ企画                           |                                         |        |
| M男淫語責め 3 | 10月7日  | OFFICE K'S                           |                                         |        |
| 最高にエロいカラダのOLと飲酒中出しセックス | 10月7日  | h.m.p                                |                                         |        |
| 人妻交姦2 ～W不倫に悶えるスワップ体験～ | 10月14日 | オルガ                               |                                         |        |
| 絶世の淫殺美女 北川エリカ 4時間 BEST | 10月19日 | Fetish Box/妄想族                    | 単体ベスト                              |        |
| 巨乳水着ギャルばかりを狙う 海の家ナンパエステ 6 | 11月1日  | 変態紳士倶楽部                       |                                         |        |
| フェラチオ地獄 | 11月3日  | グローリークエスト                   |                                         |        |
| 挑発淫語で強制連射!精液搾取おねだり痴女 | 11月4日  | ワープエンタテインメント             |                                         |        |
| あなただけ見つめてる 愛情たっぷり逆セクハラ性活～Gカップ人妻編～ | 11月7日  | ATLANTIS-H                           |                                         |        |
| 騎乗位で上半身を動かさずに腰だけをグイングイン振りまくって中出しさせる馬乗り巨乳美女 | 12月1日  | グローリークエスト                   |                                         |        |
| 巨乳村の御肉体祭がエロすぎたから子作り | 12月8日  | ZUKKON/BAKKON                        |                                         |        |
| VIVA! 女豹の尻 | 12月13日 | アロマ企画                           |                                         |        |
| 話題沸騰!! 中出しのできるおもてなしハーレムカフェ | 12月23日 | ケイ・エム・プロデュース/BAZOOKA     |                                         |        |
| 五反田寸止め抜き地獄～M男くん大好きなお姉さんたちだけが在籍するお店 | 12月25日 | アロマ企画                           |                                         |        |
| 巨乳スレンダー専門 逆3P性感エステ | 12月25日 | OPPAI                                |                                         |        |

| 2017年 | 2017年   | 2017年                           | 2017年                                    |
| タイトル | 発売日   | メーカー                         | 備考                                      |
| --- | -------- | -------------------------------- | ----------------------------------------- |
| 男なら一度はやられてみたいっ!!厳選のドスケベ痴女プレイ集ベスト6!!（お姉さん編） Part3 | 1月1日   | LEO                              |                                           |
| 21本のチ○ポを射精に導く淫語と唾液のねっとり手コキ | 1月7日   | ワンズファクトリー               |                                           |
| うっウチの嫁さんが九州から職探しに上京した甥っ子（25歳童貞）にねとられた模様です… | 1月7日   | JET映像                          |                                           |
| 弾丸美巨乳フェティシズム 3 | 1月13日  | ケイ・エム・プロデュース/BAZOOKA |                                           |
| イッてはいけない!禁欲中の僕を誘惑し超絶テクのフェラや手コキで寸止めしまくる誘惑お姉さん | 1月13日  | アロマ企画                       |                                           |
| 黒人デカチンと絶倫チ○ポ 北川エリカがひとりじめ!! | 1月25日  | BLACK&BLACK                      |                                           |
| 泥沼愛憎 経理中出しエロドラマ そしてたいしょくへ… | 1月25日  | AVS Collector's                  |                                           |
| 変態リップの貪りフェラチオ ザーメン搾りがたまらなく大好きなお姉さん | 1月25日  | 痴ロモン/妄想族                  |                                           |
| ギャル姉社長とハーレムオフィス SEXは業務に含みますか? | 2月1日   | Kira☆Kira                        |                                           |
| 甘い誘惑の中出しオフィスレディ | 2月7日   | ATLANTIS-H                       |                                           |
| 子作りに悩む巨乳の義母が息子の勃起チ○ポを見て愛液ジワリ!あまりのたくましさに理性保てず旦那には絶対内緒の馬乗り逆夜這い!母性溢れるおっぱいを揺らしながら悶絶イキ!妊娠するまで何度も中出し! 2                                                                         | 2月10日  | V&R PRODUCE                      |                                           |
| 変態快楽トリップ!肉びらグイ込みレオタードオナニー | 2月13日  | 痴ロモン/妄想族                  |                                           |
| 中出しお義姉さんの誘惑 | 2月19日  | プレミアム                       |                                           |
| パンツの染み 北川エリカ 汚パンツで結ばれる恥じらい近親相姦 | 2月20日  | レイディックス                   |                                           |
| 職場に忘れ物を届ける上司の優しい美人妻が媚薬を飲まされ感度急上昇!イキ逃げするも何度もバックでハメられ悶絶する! | 3月10日  | MAGIC                            |                                           |
| 連日大盛況！新橋人気メンズエステ ～バレたらクビ!でも、お客さんを断れない…。お店に隠しつつウラで変貌する大人気ドマゾ巨乳エステティシャンを潜入取材!～ | 3月13日  | MARX                             |                                           |
| マジックミラー号 寝取られ願望のある夫同士が互いの「お堅い妻」をダマして、マジックミラー号で夫婦交換 夫に見られているとは知らずに'他人チ○ポに欲情する妻'を隠し撮る                                                                                                   | 3月18日  | SODクリエイト                    |                                           |
| たっぷりのフェラチオで男を悦ばせる北川エリカのチジョテク | 3月31日  | ワープエンタテインメント         |                                           |
| 一度もマ○コを見たことがない童貞息子に母がオナニー見せて性教育!パイズリまでのはずが勃起が止まらず近親相姦生挿入!母性溢れるオッパイ鷲掴みにしながら父にはナイショで何度も中出し!                                                                                      | 4月28日  | V&R PRODUCE                      |                                           |
| 肉食ドMレディ | 5月5日   | ドリームチケット                 |                                           |
| エリカ尻 史上最高に美しい巨尻とクビレの世界 | 5月19日  | Fetish Box/妄想族                |                                           |
| アナル舐め好きの団地妻レズビアン 人妻たちの三角関係 | 5月25日  | ビビアン                         |                                           |
| ゴージャススタイルの美容師たちが在籍!!ハーレム美容院 中出しスペシャル!! | 6月9日   | ケイ・エム・プロデュース/BAZOOKA |                                           |
| マンびら満開ノーパンパンスト | 6月13日  | ジャネス                         |                                           |
| レズの私が透明人間(♀)になった!2 オフィス編 | 6月15日  | ROCKET                           |                                           |
| ママのリアル性教育 | 6月15日  | グローリークエスト               |                                           |
| 「何発だってできるんだから!」童貞に悩む息子が義母に悩みを相談! 2 豊満すぎるデカ乳に我慢できなくなった息子は父が居るにもかかわらず強制生挿入!逃げる母親を抑えつけ家中どこでもハメまくる! 早漏過ぎる息子は絶倫すぎてキンタマスッカラカンになるまで死ぬはど強制中出し! | 7月14日  | V&R PRODUCE                      |                                           |
| 女が女を襲う!女監督ハルナのレズ痴漢バス case.03 | 7月19日  | レズれ!                          |                                           |
| 鉄板complete 北川エリカ BEST 美爆乳くびれ絶品ボディの汗だく性交 | 8月1日   | TEPPAN                           | 単体ベスト                                |
| 公開BDSM調教 | 8月4日   | ドリームチケット                 |                                           |
| イッたら留年!?私立レズれ!学園ナミダナミダの卒業試験 120分ノンストップ・レズ乱交! | 9月1日   | レズれ!                          | 「AV OPEN 2017」マニア部門 エントリー作品 |
| 原作・御堂乱 美臀三姉妹と脱獄囚 | 9月7日   | アタッカーズ                     |                                           |
| 酔ってエロ度MAXのこの女に本番中出し連続交尾でガンギマらせる! | 9月25日  | 美人魔女                         |                                           |
| 義母のデカ乳に興味津々な新しい息子がコッソリ媚薬を挿入するとオッパイ揉まれるだけで感じる超敏感なカラダに!効果抜群過ぎて自ら騎乗位挿入!オッパイ激揺れさせながら何度もイキ乱れる!                                                                                     | 10月13日 | V&R PRODUCE                      |                                           |
| 真・時間が止まる腕時計 パート9 | 12月7日  | ROCKET                           |                                           |
| 親戚のお姉さんがこっそり誘惑してくるから子作り | 12月13日 | ZUKKON/BAKKON                    |                                           |
| ウルトラM性感研究所クラブ・ザ・サッキュバス エロチカドールズ最狂快楽処刑宴 強烈なメスイキ繰り返し何度も射精する男たち | 12月25日 | AVS Collector's                  |                                           |
| M男が肉便器になりたそうに【北川エリカ】を見ている。 | 12月25日 | MEGAMI                           |                                           |

| 2018年 | 2018年   | 2018年                           | 2018年 |
| タイトル | 発売日   | メーカー                         | 備考   |
| --- | -------- | -------------------------------- | ------ |
| 人妻とその彼女～美人エステティシャンとのレズ不倫関係～ | 1月1日   | U&K                              |        |
| 出産直後のボディラインを気にするスポブラ巨乳妻はご無沙汰過ぎて触れられただけで感じる高感度女!目の前の他人チ○ポに理性保てず雌と化した妻は愛する旦那・子供にはナイショで中出し懇願!2                     | 1月12日  | V&R PRODUCE                      |        |
| このカラダは規制対象でしょうか? | 1月12日  | バルタン                         |        |
| 電気屋のお姉さんの爆乳おっぱいにHなイタズラ | 1月20日  | STAR PARADISE                    |        |
| はだかのダンス講師 | 2月1日   | プラネットプラス                 |        |
| エロい客を断り切れないエリカ&まりなは、セクハラされまくりのパブホステス | 2月14日  | AVS Collector's                  |        |
| 「誰にも言わないで！！」デリヘル嬢として再会した昔の知り合いに本番をお願いしてそのまま生中出し | 3月9日   | ケイ・エム・プロデュース         |        |
| 人妻淫浴旅情 | 3月9日   | 新世紀文藝社                     |        |
| 男の新ドライオーガズム 夢のM性感痴女『北川エリカ』編 初公開！撮り下ろし映像収録スペシャルエディション                                                                                                  | 3月13日  | M男パラダイス                    |        |
| 母と娘のレズビアン 笛吹川の旅 | 4月19日  | ルビー                           |        |
| 快楽負けした『男の潮吹き』 | 5月19日  | M男パラダイス                    |        |
| 友情素股 こすこすだけならしぶしぶOK | 6月13日  | MOODYZ                           |        |
| 「私も子供が欲しい!」保育園で働くデカ乳保母さんが同僚の男に悩みを相談!妊娠願望強すぎて母性溢れるオッパイでまさかの授乳手コキ!萎え知らずの若いチ●ポを自ら挿入しデカ乳激揺れさせながら何度も中出し懇願!2 | 7月13日  | V&R PRODUCE                      |        |
| 嬌艶の共演はやがて狂宴へ | 10月12日 | バルタン                         |        |
| 某都市で人気のビデオパブには上級な嬢が集まっており、手コキのみのはずが勝手にフェラまでしてくれるという情報を入手し潜入調査!!その先には夢のような展開が待っていた!!                                     | 10月12日 | ケイ・エム・プロデュース/SCOOP   |        |
| スローなハンドテクでもの凄い射精、フル勃起エステサロン | 10月13日 | MOODYZ                           |        |
| W女王降臨!!アナル大好きドマゾ変態少女 尻穴徹底調教レズビアン | 11月7日  | ビビアン                         |        |
| 夫婦で挑戦!夫が北川エリカの凄テクを20分我慢できたら賞金!2回イカされちゃったら妻が寝取られ中出しSEX!!                                                                                                   | 12月13日 | はじめ企画                       |        |
| バレたらヤバイ状況で密着しながら責めてくるW淫語痴女 | 12月14日 | ケイ・エム・プロデュース/REAL    |        |
| 五ツ星超高級 騎乗位専門 デリヘルスペシャル | 12月14日 | ケイ・エム・プロデュース/BAZOOKA |        |

| 2019年 | 2019年   | 2019年                           | 2019年                                  | 2019年 |
| タイトル | 発売日   | メーカー                         | 備考                                    |        |
| --- | -------- | -------------------------------- | --------------------------------------- | ------ |
| 百聞不如一見!SOD都是真的、帯大家体験情色文化的最先端―日本!改編自真実案例 影像介紹日本観光須注意事項全片中文発音 東京肉穴淫語痴女物語 | 2月1日   | SODクリエイト                    | 「AV OPEN 2018」企画部門 エントリー作品 |        |
| えりかの体内に224発の媚・薬・濃・縮精液注入                                                                                          | 2月1日   | ワンズファクトリー               |                                         |        |
| 殿堂!スーパーアイドル4時間 北川エリカ                                                                                                | 2月8日   | ケイ・エム・プロデュース/Million | 単体ベスト                              |        |
| セクハラレズビアン ～視姦・淫語・辱め 強制ワイセツレズ交尾!!～                                                                       | 2月13日  | U&K                              |                                         |        |
| 家事代行サービスのお姉さんがエロ乳すぎてもう我慢できない!!                                                                           | 3月15日  | ピーターズMAX                    |                                         |        |
| トコロカマワズ－及川大智－ | 7月31日  | SILK LABO（COCOON）              | 共演：及川大智                          |        |
| まるまる!北川エリカ | 8月9日   | なでしこ                         | 単体ベスト                              |        |
| 引退 北川エリカ | 9月13日  | ケイ・エム・プロデュース/Million |                                         |        |
| 新人だけど最高級おもてなし☆初体験ソープ嬢でドキドキご奉仕                                                                            | 12月26日 | FALENO                           |                                         |        |

#### その他名義・名義無し
2009年
- 萌えあがる募集若妻 淫らに狂い出す身売り若妻 130 （11月20日、プレステージ/夜伽屋）※ゆりさん名義
- かわいい若妻 Message:003（12月18日、アバンギャルド/アバローニ）※Sさん名義

2010年
- 「うちの嫁にかぎって!室内に旦那がいるのに玄関で即尺したがる発情妻」VOL.1&「熟睡中の無防備な朝勃ちチ○ポを見てしまった美淑女に言葉はいらない」VOL.1（1月21日、DANDY）※名義無し
- 不倫体質の女 01（1月22日、ラストラス/自由恋愛）※ユリア26歳名義
- おしり尻!尻!尻! クイクイくねらせイキまくり Vol.01（2月7日、桃太郎映像出版/EROrevo）※オムニバス作品、ユリア名義
- あの!銀盤の女王A!? 美女レゲエダンサーYURIA 〜4回転ジャンプより激しい腰ふりイキまくりSEXとアイスリンクより真っ白なぶっかけ顔射〜（3月4日、ディープス/DEEP'S）※YURIA名義

2016年
- 挑発パンチラBEST ~ヌケる表情とヌケるチラリズム~（3月13日、アロマ企画/AROMA）※総集編作品、園田ゆりあ名義

## ネット配信
- スパローズのギリギリアウツ!?（2013年3月 、ニコジョッキー）
- トイズハートプレゼンツBUBKA「きのう誰食べた」（2014年03月06日ゲスト出演、ニコニコ生放送）[29]

### アダルトサイト
- 人妻パラダイスGOLD 園子 28歳 B:84(E) W:60 H:87
- 舞ワイフ No.263 保坂芽衣 MEI HOSAKA ※「保坂芽衣」名義

## ゲーム

### PlayStation 4・PlayStation 3
- 龍が如く0 誓いの場所（2015年3月12日、セガ）ビリヤード店店員役

## 写真集
- 北川エリカ写真集 「Mon Reve」（2015年6月17日、双葉社、撮影：冨貴塚宏樹）ISBN 978-4575308938